# Domingos Simões Pereira
Domingos Simões Pereira GCIH (Farim, 20 de outubro de 1963) é um politico e engenheiro civil bissau-guineense e atual Presidente da Assembleia Nacional Popular. Serviu como primeiro-ministro de seu país entre 3 de julho de 2014 e 20 de agosto de 2015, além de Secretário Executivo da CPLP entre 2008 e 2012.
Desde 2014 é presidente do Partido Africano para a Independência da Guiné e Cabo Verde (PAIGC), partido histórico da independência da Guiné-Bissau.
Suspeito de envolvimento em caso de roubo de 6 bilhões de francos cfa, o que, entre outros motivos, culminou na destituição da Assembleia Nacional Popular, a qual ele era presidente. 

## Biografia
Nascido em Farim em 20 de outubro de 1963, Domingos Simões Pereira é filho de um agricultor, pequeno proprietário forçado a abandonar a propriedade, devido ao início da guerra de independência. Seu pai chegou a ser preso pela PIDE, acusado de colaboração com os grupos nacionalistas.
Ainda criança seguiu, com o restante da família, para Bissau e, logo depois, em 1969, para Cacheu, onde frequenta o ensino primário.

### Percurso acadêmico e profissional
Em 1974, integra os primeiros grupos de alunos que, no Liceu Nacional Kwame N'Krumah, sob a docência de nomes como Atchutchi Ferreira e Hélder Proença, estudou já sem a tutela do regime colonial. Foi no liceu que integrou, em 1979, os quadros da Juventude Africana Amílcar Cabral (JAAC), ala jovem do PAIGC.
Com a conclusão do ensino liceal, é selecionado para professor de formação militante, o que assume para o curso noturno, enquanto que, durante o dia, leciona matemática no então Centro de Formação Técnico Profissional e na Escola dos Técnicos da Saúde (Enfermagem).
Em 1982 beneficia de uma bolsa de formação para a União Soviética, onde gradua-se em engenharia civil e industrial pela Universidade Nacional Politécnica de Odessa (1988). Em Odessa integra a associação dos estudantes da Guiné-Bissau.
Em 1988, após 2 meses de permanência em Bissau como engenheiro do Ministério das Obras Públicas, parte para Cacheu para trabalhar na Cooperativa Unidade e Progresso (CUP), uma das maiores empresas de construção na época. Consegue galgar posições na empresa, chegando a ser diretor-geral adjunto da CUP, em 1990.
Em 1990 ingressa no primeiro ciclo de formação do PAIGC visando a abertura democrática, sendo que neste período sua proximidade com a alta diretoria do partido lhe vale a oportunidade de continuar seus estudos.
Em 1990 ganha uma bolsa de mestrado para o exterior e, até 1994, permanece nos Estados Unidos, na Universidade do Estado da Califórnia em Fresno, onde conclui o programa de Mestrado em Ciências Técnicas da Engenharia Civil na especialidade de estruturas. Entre 2013 e 2016 doutorou-se em ciências políticas e relações internacionais pela Universidade Católica de Portugal.

### Carreira política
Domingos Pereira regressa à Guiné-Bissau em julho de 1994, e acompanha os últimos dias da campanha eleitoral para as primeiras eleições multipartidárias do país. O ministro Alberto Lima Gomes o convida a reintegrar os quadros do Ministério das Obras Publicas, onde chegou a acumular funções de diretor Nacional da Viação e Transportes Terrestres e de Estradas e Pontes. Com a ascensão de Francisco Fadul ao posto de primeiro-ministro, afasta-se do governo.
Compõe, em 1998, a Célula de Apoio ao Ordenador Nacional do Fundo Europeu para o Desenvolvimento e, sendo o encarregado do dossier infraestruturas, e; um ano depois integra os quadros do Banco Mundial para o Projeto de Reabilitação e Desenvolvimento do Sector Privado bissau-guineense, onde fica até 2004.
Com a vitória do PAIGC, é chamado ao governo e assume as funções de ministro das Obras Públicas entre 2004 e 2005. Aceita o desafio de organizar a 6° Cimeira de Chefes de Estado e de Governo da CPLP. Concluída essa missão, aceita então o convite dos bispos da Igreja Católica na Guiné-Bissau à dirigir a Caritas da Guiné-Bissau na qualidade de secretário-geral.
De dezembro de 2006 até 2014 foi conselheiro do Primeiro-Ministro da Guiné-Bissau para as infraestruturas sob responsabilidade do Banco Mundial, ocupando-se dos transportes e comunicações, nomeadamente da renegociação dos contratos de concessão das telecomunicações, dos portos e do acordo aéreo com Portugal; também assiste o governo na estruturação da agência de regulação e no licenciamento da primeira licença de telefonia celular no país.
No 7º Congresso Ordinário do PAIGC, ocorrido em Gabu, em junho de 2008, é eleito membro da comissão permanente do Bureau Político do PAIGC, continuando a cumprir a missão conferida meses antes pelo Presidente da República, de servir como Secretário Executivo da CPLP. Durante os quatro anos de mandato, apostou na afirmação da organização no plano internacional e junto da sociedade civil; desenvolveu ações concretas de parceria e cooperação nos mais variados domínios; não descuidou da importância do português e da cultura que une e diversifica a identidade dos povos da CPLP.
Em fevereiro de 2014, no 8º Congresso Ordinário do PAIGC, na cidade de Cacheu, foi eleito para a liderança do partido.  Entre 3 de julho de 2014 e 20 de agosto de 2015 cumpre funções como primeiro-ministro da Guiné-Bissau.
Em Julho de 2023 foi eleito presidente do Parlamento bissau-guineense para a 11ª legislatura.

## Vida pessoal
É filho de António Simões Pereira e de Victoriana Monteiro. Casado com Maria Paula Costa Pereira e possui três filhos, Anthony Simões Pereira, Nisalda Simões Pereira e Domingos Simões Pereira Jr. Seus irmãos são também figuras importantes, a saber: Camilo Simões Pereira, Tiago Simões Pereira, Dionísio Simões Pereira e Bartolomeu Simões Pereira.

## Condecorações
A 18 de Setembro de 2012, foi agraciado com a Grã-Cruz da Ordem do Infante D. Henrique.